# Abierto de Estados Unidos 1987
Lista de los campeones del Abierto de Estados Unidos de 1987:

## Individual masculino
Ivan Lendl (República Checa) d. Mats Wilander (SWE), 6–7(7–9), 6–0, 7–6(7–4), 6–4

## Individual femenino
Martina Navratilova (USA) d. Steffi Graf (ALE), 7–6(7–4), 6–1

## Dobles masculino
Stefan Edberg(SWE)/Anders Järryd (SWE)

## Dobles femenino
Martina Navratilova (USA)/Pam Shriver (USA)

## Dobles mixto
Martina Navratilova (USA)/Emilio Sánchez (ESP)
| Predecesor: 1986                         | Abierto de Estados Unidos 1987 | Sucesor: 1988                      |
| Predecesor: Campeonato de Wimbledon 1987 | Grand Slam 1987                | Sucesor: Abierto de Australia 1988 |

- Datos: Q630582